# Equação biquadrada
Equação biquadrada é uma equação quártica que pode ser definida por
{\displaystyle ax^{4}+bx^{2}+c=0},
em que {\displaystyle a\neq 0} . O modo de resolução é considerar 
{\displaystyle x=\pm {\sqrt {y}}}. 
Deste modo, teremos a equação 
{\displaystyle ay^{2}+by+c=0,}
que é uma equação quadrática. Após resolvê-la, acham-se {\displaystyle y_{1}} e {\displaystyle y_{2}}. As raízes da equação biquadrada serão obtidas por {\displaystyle x=\pm {\sqrt {y_{1}}}} e {\displaystyle x=\pm {\sqrt {y_{2}}}.}
- Wikilivros

Do mesmo modo, para qualquer equação {\displaystyle ax^{2n}+bx^{n}+c=0} ({\displaystyle n\in \mathbb {N} }), pode-se usar {\displaystyle x={\sqrt[{n}]{y}}}, obter as raízes da equação {\displaystyle ay^{2}+by+c=0} e obter todas as soluções de {\displaystyle x}.
- Exemplo: {\displaystyle a^{4}-2a^{2}+1=0,} é uma equação quadrática em {\displaystyle a^{2},} que pode ser reescrita como {\displaystyle b^{2}-2b+1=0,} em que {\displaystyle a^{2}=b,} logo as raízes de {\displaystyle b} são 1 e 1, e na equação original temos {\displaystyle a=\pm {\sqrt {1}},} ou seja, {\displaystyle a=\pm 1}